# San Tirso de Abres
San Tirso de Abres (en eonaviego San Tiso d'Abres) es un concejo asturiano, en el norte de España, así como la única parroquia del mismo. Es uno de los municipios en los que se habla eonaviego o gallego-asturiano. 
Se encuentra situado en la zona más occidental de la comunidad autónoma, rodeado en sus extremos norte, sur y oeste por territorio perteneciente a la provincia de Lugo, concretamente por Trabada al noroeste y por Puente Nuevo al sur, mientras que en su parte oriental limita con los concejos asturianos de Taramundi y Vegadeo. Su extensión ocupa un total de 31,36 km² en los que se encuentran censados 419 habitantes en el año 2021. Su principal vía de comunicación la configura la nacional N-640, articulándose varias carreteras y accesos rodados locales en torno a ella. 

## Geografía
La composición del suelo, al igual que la mayoría de los del occidente astur, es de formación siluriana, predominando la pizarra en todo su territorio, teniendo también presencia la grauwacka y la cuarcita. La estructura y consistencia de la pizarra varían mucho, pudiendo romperse en lajas y hojas regulares algunas de ellas, que serán muy útiles para los techos y los cercos de las fincas. También puede que se manifieste con dureza y consistencia, sacando de ella muy buena piedra para construir casas. En la parte baja del concejo, predomina el terreno aluvial formando unas vegas muy fértiles.
Respecto a su topografía, San Tirso podemos decir que se asienta sobre un valle relacionado con el curso medio del río Eo que atraviesa el concejo en dirección oeste-este. No presenta grandes altitudes ni grandes pendientes, presentando las mayores alturas por el sur, concretamente en el cordal de Arredondas, donde se ubica el pico Xunqueira con 664 metros. Esta sierra junto con la Loma del Cordín forma el límite con Taramundi. En la parte suroccidental encontramos el monte de Vaca con 488 metros, y en su parte norocidental pequeñas altitudes que no llegan a 500 metros como la peña del Lobo, monte Sueiro, peña del Encanto y peña Bella.
Su principal curso fluvial lo compone el río Eo que sirve de límite en una parte de la provincia de Lugo para atravesar el concejo de suroeste a noroeste. A su paso por suelo de San Tirso recoge las aguas de diversos arroyos y regatos que surten de agua a todos los núcleos de población y aldeas. Son importantes el Rego de Eilale, el Rego do Lobo y el Ouria.
Gracias a su relativa proximidad con las costas marinas, el concejo goza de un clima suave, con veranos no muy calurosos e inviernos bastante templados. Así la temperatura media anual ronda los 14. °C, siendo muy difícil ver temperaturas superiores a 30º en verano, e inferiores a 0º en épocas invernales, siendo escasas las nevadas.
Su vegetación ha sufrido un importante recorte de especies, por culpa sobre todo de la implantación del eucalipto, mucho más rentable económicamente y que seca los manantiales. No obstante aún son reconocibles varias manchas boscosas de nogales, castaños y robles. En las riberas también podemos divisar especies tales como los alisos, los chopos y los álamos. Dentro de su fauna destacaremos la importancia que siempre tuvo el concejo de los peces del río, siendo el Eo un río salmonero.

## Historia
Los primeros vestigios históricos hallados en el concejo, pertenecen al Paleolítico, encontrándose una necrópolis tumular de O Couzogordo en la Xunqueira en el límite con el vecino concejo de Taramundi. Es la única zona de toda la comarca donde se han encontrado restos tan antiguos.
La presencia romana en la zona se deja sentir por mediación de las explotaciones mineras de hierro y las auríferas. En el primer aspecto, prácticamente no existe ladera sin explorar, siendo las más aprovechadas las localizadas encima de San Andrés, con una mina (Salgueiro) de varias galerías unidas entre sí. En lo referente al oro, en As Cárcovas, en las proximidades de Salcido, se encontraron vestigios importantes. Sin embargo, el hallazgo más importante de la época romana es la presencia de tres asentamientos castreños en el concejo y que son: El Croas de Castro, orientado a labores agrícolas. El Croas de Eilale, relacionado con las explotaciones mineras de Salgueiro, y el Castro de Salcido, dedicado a labores extractivas y de transformación, que cuenta con una pequeña escalera de pizarra que da acceso a una acrópolis y un recinto amurallado de más de tres metros de grosor.
San Tirso forma parte de la donación efectuada por Alfonso VII de León a la iglesia de Oviedo, pero en 1172 el Monasterio de Meira, situado en Galicia, consigue la mitad del territorio. Aprovechando las buenas condiciones de las vegas del concejo, el monasterio instaló tres granxas o unidades integrales de explotación agrícola en O Chao, A Pumarega y A Brea. En 1537 el conde de Altamira, Don Lope Moscoso, compra el coto por 672.000 maravedíes, aunque no se incluyó la parte del monasterio de Meira.
En 1579 Felipe II necesitado de ingresos para paliar los gastos ocasionados por las guerras, obtiene, con la bendición del Papa Benedicto, el privilegio de vender o incorporar a la Corona los señoríos eclesiásticos, y entre ellos este territorio, lo que aprovecharían las gentes de San Tirso de Abres para adquirirlo, expidiéndose título de villa y cédula de jurisdicción. El pueblo ejercía su jurisdicción nombrando jueces y regidores, sin embargo, esta jurisdicción quedó compartida con el monasterio de Meira y con el conde de Altamira, algo que se aprecia en las percepciones diezmales. San Tirso obtiene representación en la Junta General del Principado a través del partido de la obispalía, cediendo todo el protagonismo a Castropol, que ejercía de cabeza del mismo.
El siglo XIX ve cómo se implanta la industria en el concejo con la puesta en marcha de un telar que crea trabajo de venta ambulante. De la guerra de la Independencia no se tienen referencias claras en el concejo, así como tampoco las hay de las batallas Carlistas. En los tramos finales del siglo la emigración a ultramar hace peligrar la estructura demográfica en el territorio, siendo la construcción del ferrocarril de Puente Nuevo a Ribadeo en 1903 el efecto amortiguador de la misma.
A principios del siglo XX se proyecta en la capital la instalación de una industria óptica, finalmente desechada por culpa de la contienda Civil Española. Durante los últimos tiempos nuevamente empiezan a aparecer movimientos migratorios, aunque esta vez hacia el centro de la región y Europa, que hacen descender peligrosamente la población, modificando la estructura social del concejo.
En 2011 fue galardonado con el Premio al Pueblo Ejemplar de Asturias.

## Demografía
San Tirso de Abres cuenta con una población de 400 habitantes (INE 2024).
| Gráfica de evolución demográfica de San Tirso de Abres entre 1842 y 2021                                            |
| |
| Población de derecho según los censos de población del INE Población de hecho según los censos de población del INE |

Al igual que muchos de los concejos situados en los extremos de la región San Tirso de Abres se caracteriza por la pérdida paulatina de la población desde finales del siglo XIX, primero por la emigración a ultramar y ya a partir de mitad de siglo, pero sobre todo del 70 en adelante, por culpa de la emigración a los centros industriales de la región, especialmente hacia Avilés y Gijón. Todo esto se acentúo con una incapacidad de recuperación vegetativa que hizo que se estancase la población. El resultado que nos ofrece esto, es una pirámide de población totalmente descompuesta con una mayoría de personas mayores de 50 años que hace temer seriamente por la vida en determinados pueblos del concejo donde hoy ya no llegan a 10 habitantes como Prado, Valiñaseca, Loureal, Matela y Sobrelavega.
La actividad económica al igual que toda la comarca, gira en torno al sector primario, principalmente de la ganadería, que genera el 72,25% de los empleos, aunque actualmente y debido al prematuro envejecimiento y la crisis del sector, se esté intentando reorientar las estructuras. Con todo ello la cabaña vacuna es la que mayormente se trabaja, presentando las explotaciones una orientación láctea. También tiene presencia las cabezas porcinas, aunque generalmente va destinado al autoconsumo.
El sector secundario y de la construcción representa al 9,57% de la población ocupable, siendo esta última actividad, la que se lleva la mayor parte. Más actualmente está en auge el sector maderero. También hay una piscifactoría que da empleo a ocho personas.
Los servicios representan al 18,18% del empleo local, concentrándose la mayoría de ellos en la capital, El Llano o El Chao, donde la rama del comercio se lleva la palma en cuanto a empleos. Hoy hay que decir que las mejoras de las comunicaciones, siendo lugar estratégico en la carretera que va a Lugo, así como las reformas de varias Casas de Aldea, permiten ver con cierto optimismo las perspectivas en cuanto al aumento del turismo rural en la zona.

## Administración y política

### Gobierno municipal
En el concejo de San Tirso de Abres, los únicos partidos que han gobernado han sido el PSOE (1979-2003) (2019-actualidad) y el PP (2003-2019). El actual alcalde es Clemente Martínez Rodil (PSOE).
| Periodo   | Nombre                     | Partido | Partido                                    |
| --------- | -------------------------- | ------- | ------------------------------------------ |
| 1979-1999 | Jesús Ferreiro             |         | Federación Socialista Asturiana (FSA-PSOE) |
| 1999-2003 | Tirso Miranda Pérez        |         | Federación Socialista Asturiana (FSA-PSOE) |
| 2003-2019 | María Goretti Quintana Rey |         | Partido Popular (PP)                       |
| 2019-act. | Clemente Martínez Rodil    |         | Federación Socialista Asturiana (FSA-PSOE) |

| Partido político    | Partido político                                                    | 1979   | 1983   | 1987   | 1991   | 1995   | 1999   | 2003   | 2007   | 2011   | 2015   | 2019   | 2023   |
| Partido político    | Partido político                                                    | Ediles | Ediles | Ediles | Ediles | Ediles | Ediles | Ediles | Ediles | Ediles | Ediles | Ediles | Ediles |
|                     | Alianza Popular (AP)-Partido Popular (PP)                           | —      | —      | —      | —      | 3      | 3      | 4      | 4      | 5      | 4      | 3      | 3      |
|                     | Federación Socialista Asturiana (FSA-PSOE)                          | 5      | 6      | 6      | 7      | 4      | 4      | 3      | 3      | 1      | 3      | 4      | 4      |
|                     | Partido Comunista de España (PCE)-Izquierda Unida (IU)              | —      | —      | —      | —      | —      | —      | —      | —      | 1      | —      | —      | —      |
|                     | Unión de Centro Democrático (UCD)-Centro Democrático y Social (CDS) | 4      | 1      | 1      | —      | —      | —      | —      | —      | —      | —      | —      | —      |
| Total de concejales | Total de concejales                                                 | 9      | 7      | 7      | 7      | 7      | 7      | 7      | 7      | 7      | 7      | 7      | 7      |

### Organización territorial
El Llano, es la capital de San Tirso de Abres, y se encuentra localizado en la llanura aluvial formada por el río Eo. Es el núcleo más poblado de todo el concejo y en el predomina la economía rural, aunque esto va cambiando poco a poco gracias al despegue del turismo rural. También influye en este apogeo la mejora de las comunicaciones por carretera sobre todo de la N-640 en dirección a Lugo.
El concejo de San Tirso de Abres está formado por una única parroquia, San Salvador.

## Cultura

### Arte
Dentro de las manifestaciones artísticas del concejo hay que empezar hablando de los castros hallados en San Tirso, concretamente el Castro de Castro, el Castro de Eilale y el de Salcido, y que nos muestran una interrelación entre ellos en cuanto a la explotación del terreno. Así el primero se dedica a la labor agrícola, el segundo a la extracción de hierro, y el último a la extracción y transformación del mineral.
En relación con su arquitectura religiosa encontramos la iglesia parroquial de San Salvador. La nave lateral está presidida por un altar de piedra del XVIII en forma de hornacina rematada en frontón clásico y en cuyo centro se ubica una imagen de la Inmaculada de la época barroca. También presenta imágenes de la Dolorosa, de San Roque y un Cristo desenclavado del siglo XVII metido en una urna de cristal.
También tenemos la iglesia de San Juan Bautista, originaria del siglo XVI que aparece asociada al palacio de Amaido. Actualmente, su retablo barroco está desmantelado y en estado precario. Se conservan buena parte de las imágenes que lo componían. La capilla, de una sola nave, se estructura en dos espacios, el principal y un secundario situado tras el altar y con dos puertas de acceso a modo de primitivo deambulatorio. Aquí se halla un orificio en la pared y un mojón anclado en el suelo (pudo ser un miliario), representativos de una tradición que bien puede relacionarse con cultos precristianos: frotando una piedra en el mojón y extendiendo el polvillo en la cabeza, ésta se introducía en el orificio de la pared y tras las preceptivas oraciones, se obtenían las curaciones deseadas.
En Prado encontramos la capilla de Santa Elena, ubicada en un tramo del Camino de Santiago, cuenta con un retablo del siglo XVII y un púlpito de madera de abedul policromo, de la misma época y de factura local.
Dentro de su arquitectura civil podemos observar el palacio de Amaido localizado en la capital y que perteneció a la familia Santisso (de ahí viene el nombre del concejo, de este patronímico) y Aguilar. Es una construcción cuadrada con varios adintelados, con tres pisos y artesonados de castaño y roble de gran valor artístico.
También en la capital tenemos el palacio del condado de Altamira, más conocido como O Pacio, que fue construido en el siglo XVI. Posee dos pisos y está realizado en mampostería de pizarra que se articula como espacio central de dos plantas flanqueado por dos torres cuadradas de tres pisos cada una. En la torre sur se observa rastros de existencia de una puerta con arco de medio punto a la que se accedía por una escalera exterior.
En Lourido encontramos la casa do Estribano, que presenta una entrada porticada a base de un portón adintelado y con una cubierta pizarrosa que da acceso a la entrada de la casa propiamente dicha. La escalera por la que se accede desde el exterior a la cocina está realizada en castaño y forma un pequeño corredor ante la puerta de entrada. La construcción está, realizada en paramento de pizarra y presenta una estructura cuadrangular. Todo el espacio se articula en dos plantas, la inferior se dedica a cuadras y la superior a la vivienda de personas.
La casa de Brea situada junto a la iglesia parroquial presenta una torre de dos pisos rematados con cubiertas pizarrosas de cuatro aguas y un friso corrido con orificios cuadrados destinados a las palomas.

### Fiestas
Entre sus principales fiestas destacan:
- En el mes de mayo, son las fiestas de San Isidro Labrador en el Llano el día 15.
- En el mes de junio, son las fiestas de San Juan Bautista en el Llano el día 24.
- En el mes de julio, son las fiestas de El Carmen en Lourido el día 16.
- En el mes de agosto, las fiestas de San Roque en Espasande y las Fiestas del Veraneante en El Llano
- En el mes de septiembre, son las fiestas de San Miguel en La Antigua.

Las principales fiestas del concejo son las de San isidro y las de San Juan, aunque todos los pueblos de San Tirso celebran sus romerías tradicionales que atraen al turismo, donde no faltan las verbenas y el toque gastronómico local que aquí es muy rico y variado. 